# 岡田漁港
岡田漁港（おかだぎょこう）は、大阪府泉南市にある港で漁港漁場整備法（昭和25年5月2日法律第137号）第1章第5条に規定する第1種漁港である。

## 概要
- 所在地 - 大阪府泉南市
- 管理者 - 大阪府
- 漁業協同組合 - 岡田浦
- 組合員数 - 76名
- 漁港番号 - 3110030

## 沿革
- 1951年（昭和26年）10月17日 - 第1種漁港に指定
- 1964年（昭和39年）1月17日 - 指定区域を変更

## 主な魚種
- イワシ
- カレイ
- アナゴ
- スズキ
- タコ
- ワカメ

## 主な漁業
- 小型底引き網漁業
- アナゴ篭漁業
- 船びき網漁業
- 刺網漁業